# Onverwacht (Repin)
Onverwacht (Russisch: Не ждали) is een schilderij van de Russische kunstschilder Ilja Repin, geschilderd in 1884, olieverf op doek, 160,5 × 167,5 centimeter groot. Het toont het dramatische moment van terugkeer van een revolutionair uit de verbanning. Het schilderij bevindt zich in de collectie van de Tretjakovgalerij te Moskou.

## Thema en context
Het thema van Onverwacht is de terugkeer van een revolutionair van de Narodnaja Volja, vanuit ballingschap. Dit onderwerp was in het Rusland van de jaren 1880 uitermate actueel, mede gezien de grote amnestie die in 1883 werd afgekondigd bij de troonsbestijging van Alexanders vader en voorganger Alexander III. Daarbij werden ook leden van de Narodnaja Volja vrijgelaten, die twee jaar eerder, op 13 maart 1881, een moordaanslag hadden gepleegd op Alexander II. Repin was in april 1881 aanwezig bij de executie van een aantal leden van de Narodnaja Volja, hetgeen grote indruk op hem maakte. Hij zou daarna altijd gefascineerd blijven door revolutionairen die het algemeen belang boven het eigen belang stelden. Meermaals vormden ze onderwerp van zijn schilderijen, met het hier besproken werk als een van de meest treffende voorbeelden.

## Afbeelding
Het schilderij toont toont Repins bijzondere talent om psychologisch complexe en ingrijpende gebeurtenissen weer te geven op het beslissende moment. Een dienstmeisje opent de deur en een man stapt binnen. Hij is zichtbaar vermoeid, zijn jas zit onder het stof, duidend op de lange en zware reis die hij achter de rug heeft. De kinderen maken huiswerk, de vrouw speelt piano en de oude moeder zit in een leunstoel. Bij de binnenkomst van haar zoon is zij de eerste die opstaat, moeizaam, suggererend dat ze ernstig geleden heeft onder de afwezigheid van haar zoon. De reacties van de andere aanwezigen lijken meerslachtig. Aan het gezicht van het meisje is, anders dan bij haar broertje, duidelijk te zien dat zij de man al niet meer herkent als haar vader. De vrouw van de teruggekeerde kijkt verward, verwonderd alsof ze een verschijning gadeslaat, een wederopstanding, iemand waarop al niet meer werd gerekend. Het dienstmeisje in de deur kijkt enigszins wantrouwend, niet goed wetend wat van dit alles te denken. Meest wezenlijk is echter de gezichtsuitdrukking van de binnentredende man zelf, die de reactie van zijn familieleden peilt en zich afvraagt hoe hij ontvangen zal worden, in wiens gedachten hij is gebleven, wie nog blij is hem weer te zien. "Het hele gamma van gevoelens dat verbonden is met het dramatische moment van een onverwachte terugkeer, wordt gevangen in een authentiek en geloofwaardig beeld", jubelde criticus Vladimir Stasov, die het doek omschreef als hét meesterwerk uit de Russische school.

## Compositie
Onverwacht is een typisch Russisch genrestuk, in een realistische stijl, geschilderd met groot gevoel voor detail, onder andere geïllustreerd door de bungelende benen van het meisje onder de tafel. Het kleurenpalet is sober, met veel aandacht voor de weergave van het vanuit links binnenvallende strijklicht, hetgeen een voorzichtige invloed van het impressionisme verraadt. De zorgvuldig aangebrachte schaduwen geven aan het werk visuele geloofwaardigheid.

De compositie verraadt ook beïnvloeding door de fotografie met een bedachte cadrage en afsnijding aan drie zijden: het tafeltje en de vensterdeur links, het plafond en een deel van de stoel rechts. De ruimtelijkheid wordt vergoot door de in een enfilade frontaal geplaatste openstaande deur met vlak erachter een raam of een andere deur. De verschillende kijkrichtingen van alle met opengesperde ogen nevenschikkende figuren naar de binnentredende man verlenen een bijzondere dynamiek aan het werk en plaatsen de figuren in een reëel overkomende ruimte. Het toepassen van het repoussoir door de donker geklede vrouw vooraan te plaatsen, vergroot de ruimtelijkheid van het geheel. Het schilderij lijkt wel een op het juiste moment genomen foto en vertelt een realistisch uitgebeeld verhaal.

## Historie
Repin maakte in 1883 al een eerste versie naar hetzelfde thema, maar was daarover klaarblijkelijk niet zo tevreden. In 1884 nam hij het onderwerp opnieuw bij de hand, maakte een aantal schetsen en schilderde het hier besproken werk, vanuit zijn eigen dagelijkse leefomgeving, in de woonkamer van zijn eigen datsja in Sint-Petersburg. Vsevolod Garsjin, wiens portret Repin in 1884 schilderde, poseerde waarschijnlijk voor de mannelijke hoofdpersoon. Als modellen voor de andere figuren gebruikte hij zijn vrouw Vera, zijn schoonmoeder, zijn dochter en een buurjongen. De woonruimte is sober ingericht, niet wijzend op een bijzondere welvaart. Klaarblijkelijk behoort het gezin tot de intelligentsia. Aan de muur op de achtergrond hangen portretten van de progressieve denkers Nikolaj Nekrasov en Taras Sjevtsjenko, duidend op de revolutionaire geest binnen het gezin.
Repin signeerde Onverwacht gedateerd op 1884 en exposeerde het doek in datzelfde jaar nog op een tentoonstelling van kunstenaarsgenootschap de Zwervers. In 1885 werd het werk gekocht door Pavel Tretjakov, maar Repin hield het nog tot 1888 bij zich om veranderingen aan te kunnen brengen, met name in de gezichtsuitdrukkingen, meer in het bijzonder die van de binnentredende man: liefst viermaal zou Repin diens gelaat nog overschilderen. Het illustreert het allesbepalende belang dat hij eraan hechtte voor het welslagen van het werk.

## Galerij

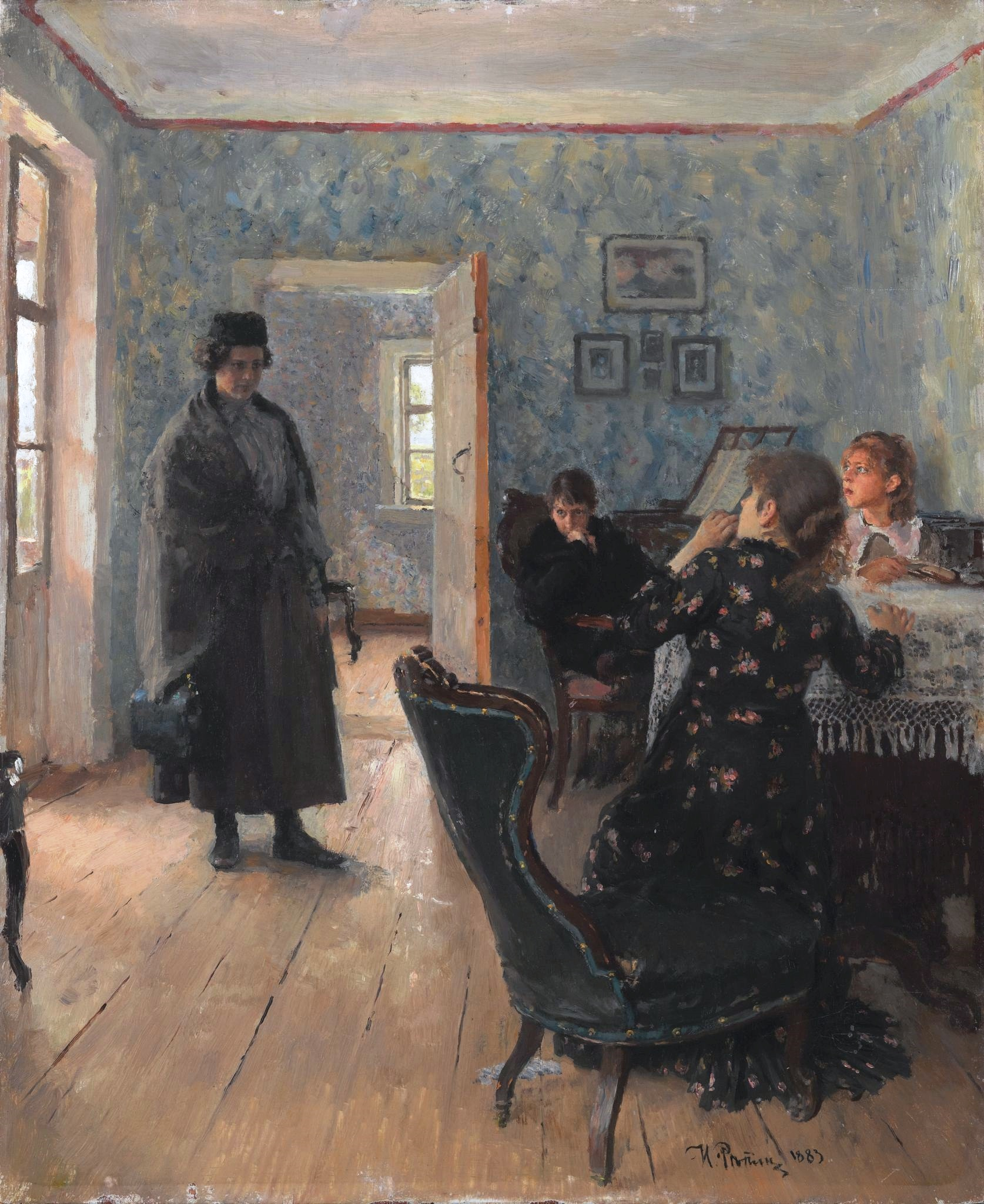
Eerste versie, 1883
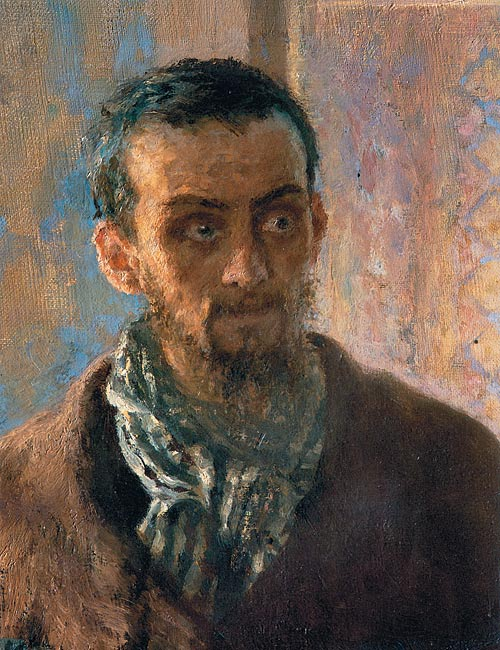
Detail, gezicht van de binnentredende man
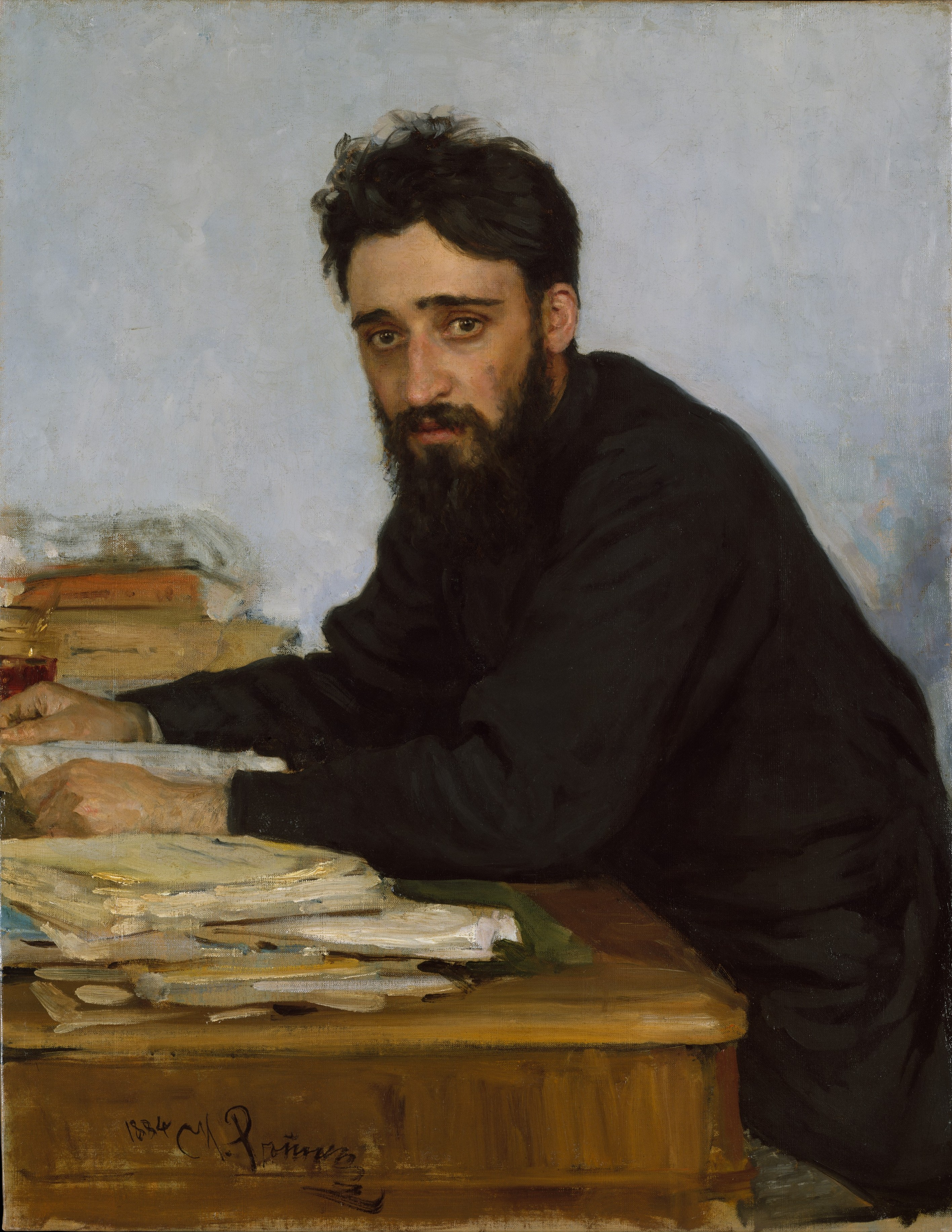
Portret van Vsevolod Garsjin, die model stond voor de hoofdpersoon, 1884
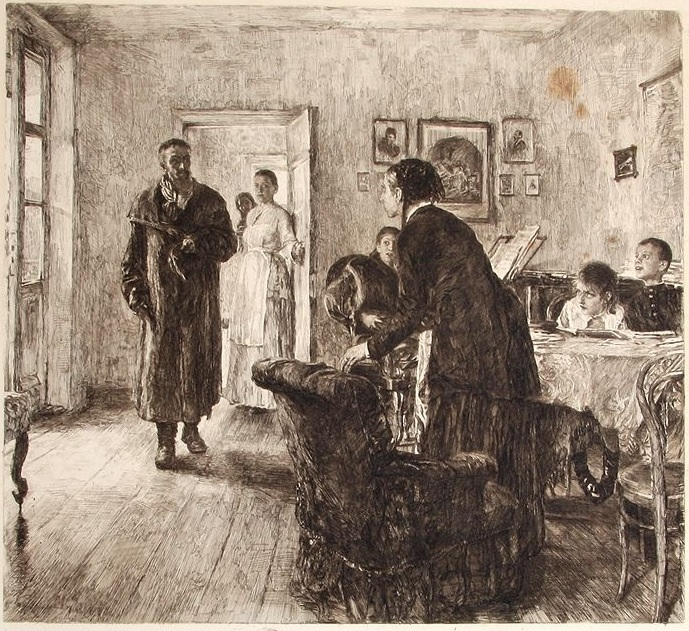
Schets voor het schilderij

## Postzegel

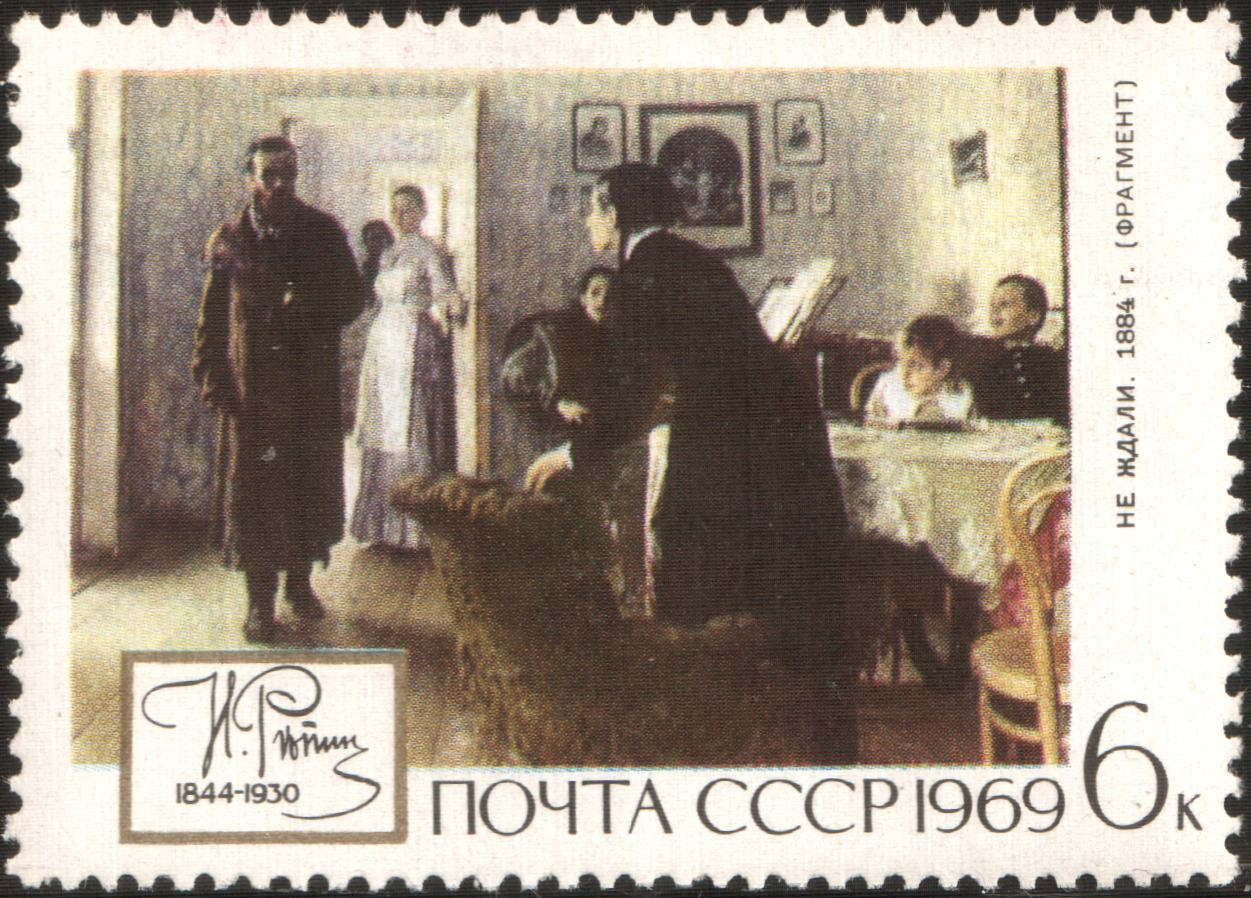
Postzegel USSR uit 1969

In 1969 gaf de Sovjet-Unie een postzegel uit met als afbeelding het schilderij Onverwacht naar aanleiding van Ilya Repins 125ste verjaardag.